# Беатрікс
Бе́атрікс Вільгельмі́на А́рмгард (нід. Beatrix Wilhelmina Armgard, вимова [ˈbeːjaˌtrɪks ˌʋɪlɦɛlˈmina ˈɑrmɣɑrt] ( прослухати)) — королева Нідерландів (1980—2013) з династії Оранських-Нассау. Профіль королеви Беатрікс зображено на монетах євро Нідерландів, а раніше був зображений на усіх нідерландських гульденах, які карбувалися у період її правління.

## Життєпис
Народилась 31 січня 1938 о 9:27 в палаці Сустдейк, місто Баарн, Нідерланди.
У травні 1940 сім'я виїхала до Великої Британії, а через місяць Беатрікс і її сестра Ірене з матір'ю перебралися до міста Оттави (Канада), де вони жили на віллі Сторновей, і де 1943 року народилась її сестра Маргріт.
Під час війни її батько, принц Бернард, і бабуся, королева Вільгельміна, зоставались у Лондоні. Королівська родина повернулась до Нідерландів 2 серпня 1945.
Середню освіту принцеса отримала у школах «De Werkplaats» у Білтховені і «Incrementum», котра була частиною Барнського ліцею. У липні 1961 закінчила Лейденський університет, де вивчала соціологію, економіку та державне право. Доктор юридичних наук.

## Родина
28 червня 1965 офіційно оголошено про заручини Беатрікс з німецьким дипломатом Клаусом фон Амсбергом. Після заручин 1966 Клаус фон Амсберг став підданим Нідерландів.
Шлюб був схвалений обома палатами нідерландського парламенту і весілля спадкової принцеси Беатрікс з Клаусом фон Амсбергом відбулося 10 березня 1966. В день весілля Клаус отримав титул принца Нідерландів.

## Королева Нідерландів
30 квітня 1980 королева Нідерландів Юліана в день свого 71-річчя підписала акт про зречення престолу на користь старшої дочки. Того ж таки дня спадкову принцесу Беатрікс проголосили королевою Нідерландів та провели церемонію інтронізації.
З 1981 королівська сім'я весь час живе в старовинній садибі Гейс-тен-Бос на околиці Гааги. Офіційна резиденція королеви (з 1984 р.) — палац Нордейнде (нід. Noordeinde).

## Зречення
На початку 2000-х рр. королівська родина зазнала численних втрат. 6 жовтня 2002 року помер чоловік королеви, принц Клаус фон Амсберг. 2004 року померли її батьки: 20 березня — мати, королева-мати Нідерландів Юліана, яка після власного зречення на користь дочки з 1980 року мала титул принцеси Нідерландів. 1 грудня — 93-річний батько, принц Бернард.
28 січня 2013 королева Беатрікс оповістила про зречення трону 30 квітня 2013 року на користь найстаршого сина принца Віллема-Олександра. 30 квітня 2013 року Беатрікс зреклася престолу. Віллем-Олександр дістав титул короля Нідерландів, його дружина Максима — титул королеви Нідерландів. Його найстарша донька та онука Беатрікс Катаріна-Амалія стала принцесою Оранською. Беатрікс, як і до королювання, знову стала принцесою, та отримала фактичний статус королеви-матері.

## Діти й онуки
У Беатрікс і принца Клауса троє дітей:
- теперішній король — найстарший син, Віллем-Олександр народився 27 квітня 1967 року;
- Принц Йоган Фрізо (1968–2013);
- Принц Костянтин — 11 жовтня 1969 року.

У Беатрікс сім онучок і один онук:
- Дочки Віллем-Олександр й королеви Максими:
  - Принцеса Катаріна-Амалія Беатрікс Кармен Вікторія (спадкоємиця престолу) (народилася 7 грудня 2003 р.)
  - принцеса Алексія Юліана Марсела Лаурентін (народилася 26 червня 2005 р.)
  - принцеса Аріана Вільгеміна Максима Інес (народилася 10 квітня 2007 р.)
- Діти принца Костянтина та принцеси Лаурентін:
  - Елоїза, графиня Оранська-Нассау (народилася 8 червня 2002 р.)
  - Клаус-Казимир, граф Оранський-Нассау (народився 21 березня 2004 р.)
  - Леонора, графиня Оранська-Нассау (народилася 3 червня 2006 р.)
- Діти принца Фризо та графині Мейбл:
  - Луана Емма, графиня Оранська-Нассау (народилася 26 березня 2005 р.)
  - Йоганна Зарія, графиня Оранська-Нассау (народилася 18 червня 2006 р.)

## Спроба замаху на королівську родину
30 квітня 2009 року під час церемоніальної процесії в містечку Апелдорн 38-річний безробітний Карст Татес спробував врізатися своєю автомашиною в автобус, у якому їхала королева Беатрікс, її син Віллем Олександр з дружиною Максимою та інші члени королівської сім'ї. Автомашина проїхала повз автобус і, промчавши крізь натовп глядачів, врізалась у пам'ятник. Внаслідок цієї спроби замаху семеро людей загинули, 11 отримали поранення.